# ¿Dónde vas, Alfonso XII?
¿Dónde vas, Alfonso XII? es el título de una película española de 1958 del director Luis César Amadori cuyo argumento se desenvuelve en los últimos años del siglo XIX en España con la subida al trono de Alfonso XII, su boda con su prima María de las Mercedes de Orleans y la dramática y prematura muerte de ésta a los pocos meses de contraído el matrimonio. La película se basa en la obra homónima de Juan Ignacio Luca de Tena.
El guion de la película sigue los hechos históricos con bastante rigor aunque intercale escenas o conversaciones especialmente creadas para el carácter romántico que se le quiso dar. Es destacable la escenografía y la fidelidad con que se reproduce la moda de la época isabelina. Tuvo una segunda parte titulada ¿Dónde vas, triste de ti? que aborda los años siguientes a la muerte de la reina.

## Reparto
- Vicente Parra como Alfonso XII de España
- Paquita Rico como María de las Mercedes de Orleans
- Mercedes Vecino como Isabel II de España
- Lucía Prado como la infanta Isabel «La chata»
- Ana María Custodio como la duquesa de Montpensier
- Félix Dafauce como el duque de Montpensier
- Luisa María Payán como María Cristina de Orleans
- Tomás Blanco como el duque de Sesto
- José Marco Davó como Antonio Cánovas del Castillo
- José Santamaría como Ignacio José Escobar y López-Hermoso
- Rafael Bardem como Federico Rubio y Galí
- Jesús Tordesillas como Ceferino, ayudante de Cámara
- Mariano Azaña como el gobernador civil de Madrid
- Aurora García Alonso como Clotilde
- Erasmo Pascual como el coronel Velasco
- Antonio Riquelme como un transeúnte madrileño
- Nora Samsó

## Guion
El guion cinematográfico fue escrito por Manuel Tamayo bajo el título de "Carita de Cielo", con inclusiones de escenas y diálogos de la comedia "¿Dónde vas, Alfonso XII?" y colaboraciones de su autor Juan Ignacio Luca de Tena.
Contaron con la asesora biográfica Ana de Sagrera, autora del libro "La Reina Mercedes".

## Romancero popular
Los títulos de las dos películas están basados en una cancioncilla popular que empezó a oírse por Madrid a raíz de la muerte de María de las Mercedes:

«¿Dónde vas, Alfonso XII, / dónde vas triste de ti? / Voy en busca de Mercedes / que ayer tarde no la vi».

Pronto se hizo popular la tonadilla y se incluyó en los juegos de niños, especialmente en el juego del corro. Existen diferentes versiones de este romance en países como México, Cuba o Chile.
Esta cancioncilla no fue nueva ni inventada para la ocasión sino que fue un arreglo literario de un romance español del ciclo de los romances de amor y guerra. El romance narra la historia de un caballero que se fue a la guerra de Granada y al volver descubrió que su esposa había muerto. Los primeros versos dicen así:

«¿Dónde vas, buen caballero, / dónde vas tú por ahí? / Voy en busca de mi esposa / que hace años no la vi».

Gerald Brenan en su Lírica popular hace mención a dos canciones romances; una de ellas es una versión casi idéntica a la que nos ocupa. Data del siglo XIV y forma parte de las coplas de Catalina de Granada recogidas por su criada María. El escenario de la época son las guerras entre musulmanes y cristianos. Por lo tanto lo podemos encuadrar en los romances de caballería. Hay varias versiones, unas del siglo XV y otras de XVI. Entre los autores que la han transcrito podemos citar al licenciado Mejía de la Cerda (La tragedia de doña Inés de Castro Reina de Portugal), a Guillén de Castro (La tragedia de los celos) y a Luis Vélez de Guevara (Reinar después de morir), todos en el acto tercero.

## Premios
Medallas del Círculo de Escritores Cinematográficos
| Categoría         | Película        | Resultado |
| ----------------- | --------------- | --------- |
| Mejores decorados | Enrique Alarcón | Ganador   |